# Oreorchis nana
Oreorchis nana är en orkidéart som beskrevs av Rudolf Schlechter. Oreorchis nana ingår i släktet Oreorchis och familjen orkidéer. Inga underarter finns listade i Catalogue of Life.